# Michael Pospíšil
Michael Pospíšil, uváděný také jako Michael Properius (* 1962, Jihlava), je český hudebník, zaměřující se především na interpretaci barokní hudby, a zakladatel skupiny Ritornello.
V letech 1977 až 1981 vystudoval Gymnázium Jana Nerudy, poté studoval zpěv na Pražské konzervatoři až do roku 1986. Od té doby působí jako hudebník na volné noze, v letech 1989 až 1991 také vyučoval na pardubické konzervatoři. V roce 1993 založil hudební skupinu Ritornello a od roku 1996 vede také Pražské komorní pěvce. Koncertuje po celé Evropě i ve Spojených státech amerických.